# 圍攻里斯本
圍攻里斯本（英語：Siege of Lisbon）是1147年7月1日至10月25日葡萄牙人的軍事行動，使里斯本市最終受到葡萄牙人的控制並驅逐了摩爾人的統治者。圍攻里斯本是第二次十字軍東征基督徒少數的勝利之一 。它是“朝聖軍隊進行普遍行動的唯一成功”，即第二次十字軍東征，據近現代歷史學家赫爾莫德所說，雖然其他人質疑它是否真的是這次十字軍東征的一部分，它被視為更廣泛的收復失地運動的關鍵戰役。

## 概述
1144年的埃德薩伯國淪陷導致教宗恩仁三世於1145年和1146年呼籲進行新的十字軍東征。在1147年的春天，教宗授權在伊比利亞半島進行十字軍東征。他還授權萊昂和卡斯蒂利亞的阿方索七世將其與摩爾人的戰役等同於第二次十字軍東征的其餘部分。1147年5月，一支十字軍隊伍從英格蘭的達特茅斯出發。他們本打算直接駛向聖地，但天氣迫使船隻在1147年6月16日在的葡萄牙北部海岸城市波爾圖停留。在那裡，他們會見了葡萄牙國王阿豐索一世。
十字軍同意幫助國王奪回里斯本，莊嚴的協議向十字軍提供了戰利品的掠奪和人質的贖金預期。圍困始於7月1日。抵達時的里斯本市有六萬個家庭，其中包括逃離基督徒進攻的鄰近城市的難民。城堡裡有十五萬四千名男子，經過17週的圍攻，居民被掠奪，城市被清理乾淨。
四個月後，摩爾人統治者同意在10月24日投降，主要是因為城內飢荒。大多數十字軍在新攻下的城市定居，但一些十字軍起航並繼續前往聖地。里斯本最終於1255年成為葡萄牙王國的首都。